# Реконструкция Сплитского порта

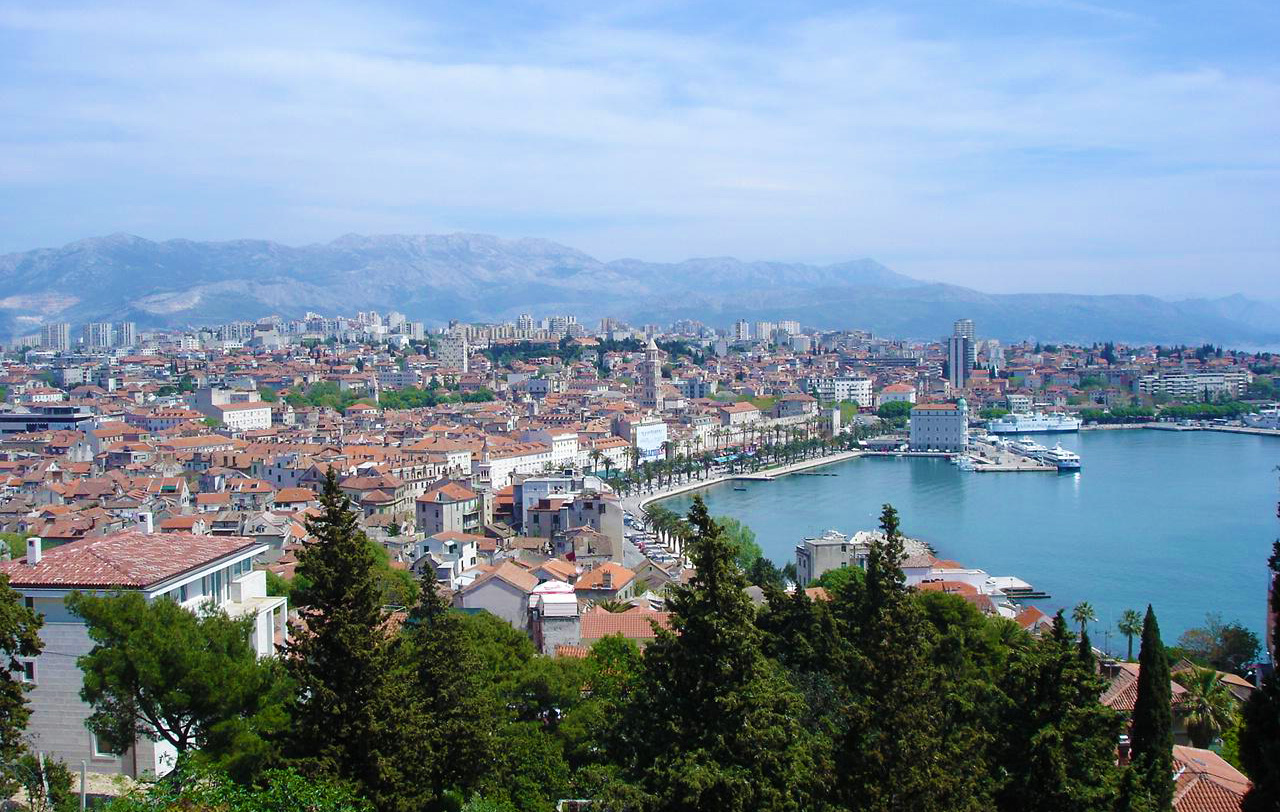
Гавань Сплита (наши дни)

Реконструкция Сплитского порта — перестройка морского порта в городе Сплит (ныне Хорватия), произведенная в 1580-1592 годах по проекту коммерсанта из Португалии Даниэля Родригеса на средства Венецианской республики. Имела целью подорвать конкурирующую торговлю Дубровницкой республики с Османской империей и перенаправить потоки боснийских товаров вместо гавани Дубровника в гавань Сплита, подвластного на тот момент Венеции. Своим результатом имела долговременный подъем Сплита и превращение его в один из важнейших городов Далмации и вообще Адриатики.

## Предыстория

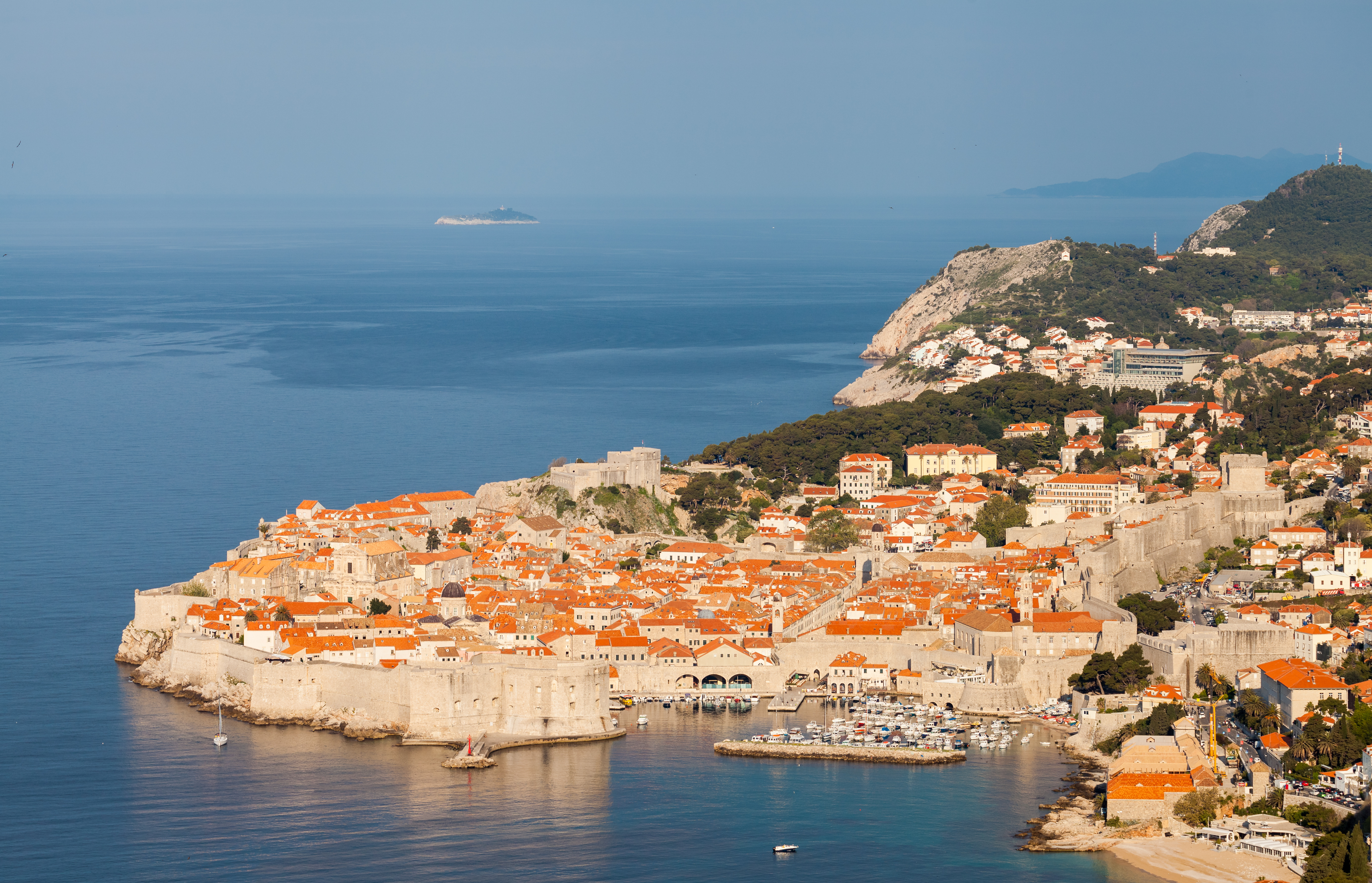
Гавань Дубровника

В конце XVI века торговля Дубровницкой республики испытывала воздействие ряда негативных факторов. На имевший первостепенное значение для Дубровника турецкий рынок настойчиво рвались и старые, и новые конкуренты. Англичане основали в Стамбуле собственную компанию, в ионические и эгейские порты все чаще прибывали французские суда. Дубровчане очевидно теряли монополию на торговлю в портах Османской империи. И в этих условиях особенно заметной становится роль Венецианской республики.
Венеция с явным недоброжелательством наблюдала за торговыми успехами своих бывших подданных. Когда же Дубровницкая республика заручилась в Стамбуле и торговыми привилегиями, недоброжелательство стало принимать всё более резкую форму. Для венецианцев было очень важно сохранить турецкий рынок исключительно для себя. Однако оттеснить Дубровник им не удавалось. Поэтому они боролись с дубровчанами не только на море, но и при дворах европейских монархов и в общественном мнении всей Европы.

## Политическая ситуация
Венеция всеми силами старалась очернить конкурента: дубровчане были объявлены изменниками делу христианства и пособниками мусульман, в то время как венецианцы представлялись, наоборот, неутомимыми борцами с Османской империей. 

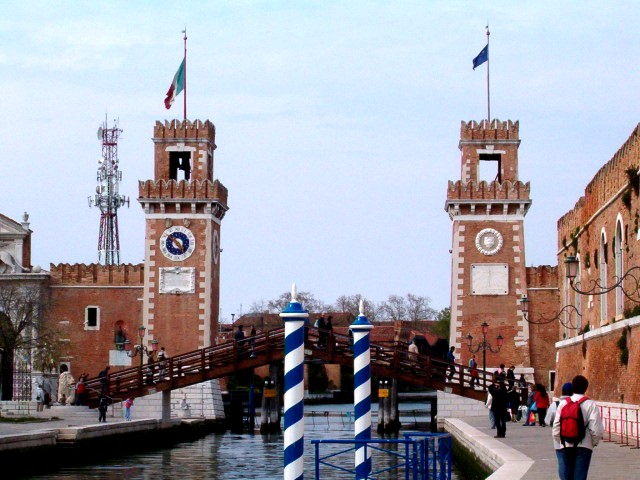
Венецианский морской арсенал

При европейских (особенно итальянских княжеских) дворах венецианцы неустанно интриговали против Дубровника, а на море их военные корабли представляли для дубровчан постоянную угрозу. Однако здесь Венеции нужно было проявлять осторожность: сенат Дубровницкой республики был готов в любой момент пожаловаться папе римскому и нередко делал это. Римские папы же не только видели в Дубровнике выдвинутый на восток форпост католицизма и солидного вкладчика денег в римские банки, но и были заинтересованы в торговле своего государства с дубровчанами через порт Анконы. Однако иногда венецианцы переходили от угроз к делу – например, в дни начала Кипрской войны (1570-1573), когда в Венецианской республике возникла идея захватить Дубровник силой оружия.
Но главные битвы между республиками-соперницами разразились не под крепостными стенами и не на море, а в городах Далмации. Эти города когда-то были преуспевающими торговыми центрами, но войдя в начале XV века в состав венецианского государства, оказались в состоянии экономической стагнации. Торговля была обложена высокими пошлинами, крупные суда всё реже заходили в их порты, оставив на долю горожан прибрежное плавание. Застой в торговле постепенно поразил все стороны городской жизни - все слои общества, не исключая аристократии, начали беднеть. Коммунами внутри городских стен овладела апатия, предприимчивость и торговые навыки были забыты. Уменьшился флот, в запустение пришли гавани и портовые сооружения, жизнь постепенно уходила из городов.

## Проект реконструкции

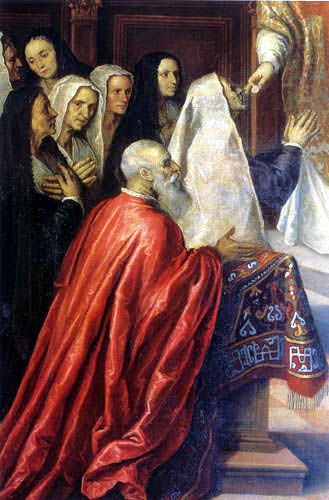
Дож Паскуале Чиконья

В этих условиях в конце XVI века возник смелый план перестройки всей торговли с Османской империей. Автором его был португальский купец еврейского происхождения, Даниэль Родригес. Он служил венецианским консулом в нескольких адриатических портах, был откупщиком соли, подолгу жил в Дубровнике, Скопье, Сараеве. Везде у него были налажены коммерческие связи и конъюнктуру балканского рынка он знал досконально. Ещё задолго до Кипрской войны Даниэль Родригес высказал мысль о том, что самым удобным портом для вывоза боснийских товаров в Венецию является не далекий Дубровник, а близкий Сплит. Здесь, писал Родригес венецианскому сенату, следует создать удобную гавань, и тогда «сплитская округа станет одним широким руслом, через которое будут сливаться все богатства Леванта, и они все пойдут в ваш город».
План этот сначала не встретил поддержки ни в Сплите, ни в Венеции. За полтора столетия пребывания под венецианским господством сплитские нобили отвыкли от деловой активности, а сенат Венецианской республики страшился предстоящих расходов. А они должны были быть немалыми, ведь Родригес предложил сперва перестроить весь морской порт Сплита. И лишь после десятилетних уговоров Венеция согласилась на это предложение, но с условием, что перестройку Родригес произведет за свой счет. Только в 1588 году, при доже Паскуале Чиконья, венецианцы начали сами финансировать строительство.
Работы начались в 1580 году. Развернулись расчистка гавани, сооружение мола и причала, возведение складских помещений, постоялых дворов и карантина, подвалы дворца Диоклетиана были приспособлены под склады. В 1592 году новый сплитский порт, «scala» («причал»), был готов.

## Начало работы нового порта

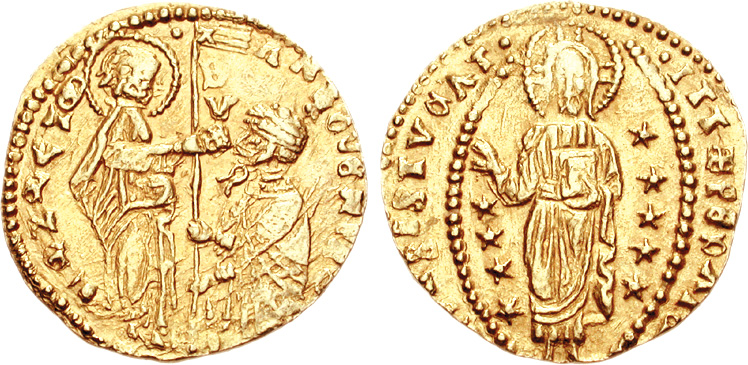
Венецианский золотой дукат (1382 год)

То, что случилось потом, превзошло самые смелые ожидания. Все предсказания Даниэля Родригеса блистательно подтвердились. Товары, скопившиеся на боснийских рынках, хлынули в сплитскую гавань. На практике выяснилось, что из Сараева и Баня-Луки можно значительно быстрее и дешевле добраться до Сплита, чем до Дубровника.
Сплит не только оказался близок к боснийским городам. Путь к нему был безопаснее — он пролегал по караванным дорогам, свободным от нападений ускоков, — венецианские власти за этим строго следили. Кроме того, Венеция обеспечила всем, кто вёз боснийские товары, безопасный доступ на лагуны, и всё это именовалось «porto franco» – Сплит был объявлен «свободным портом».
Реконструированный порт настолько привлекал купцов, что они не считались даже с дороговизной здешнего извоза. Из внутренних областей Балканского полуострова в обмен на вино, соль, рис и мыло пошел поток грубых сукон, шерсти, кож, воска и сыра. Всё, что было вложено в проект, окупилось очень быстро: реконструкция порта обошлась всего в 9 тысяч дукатов, а приносить он стал до 200 тысяч дукатов в год.

## Результаты реконструкции

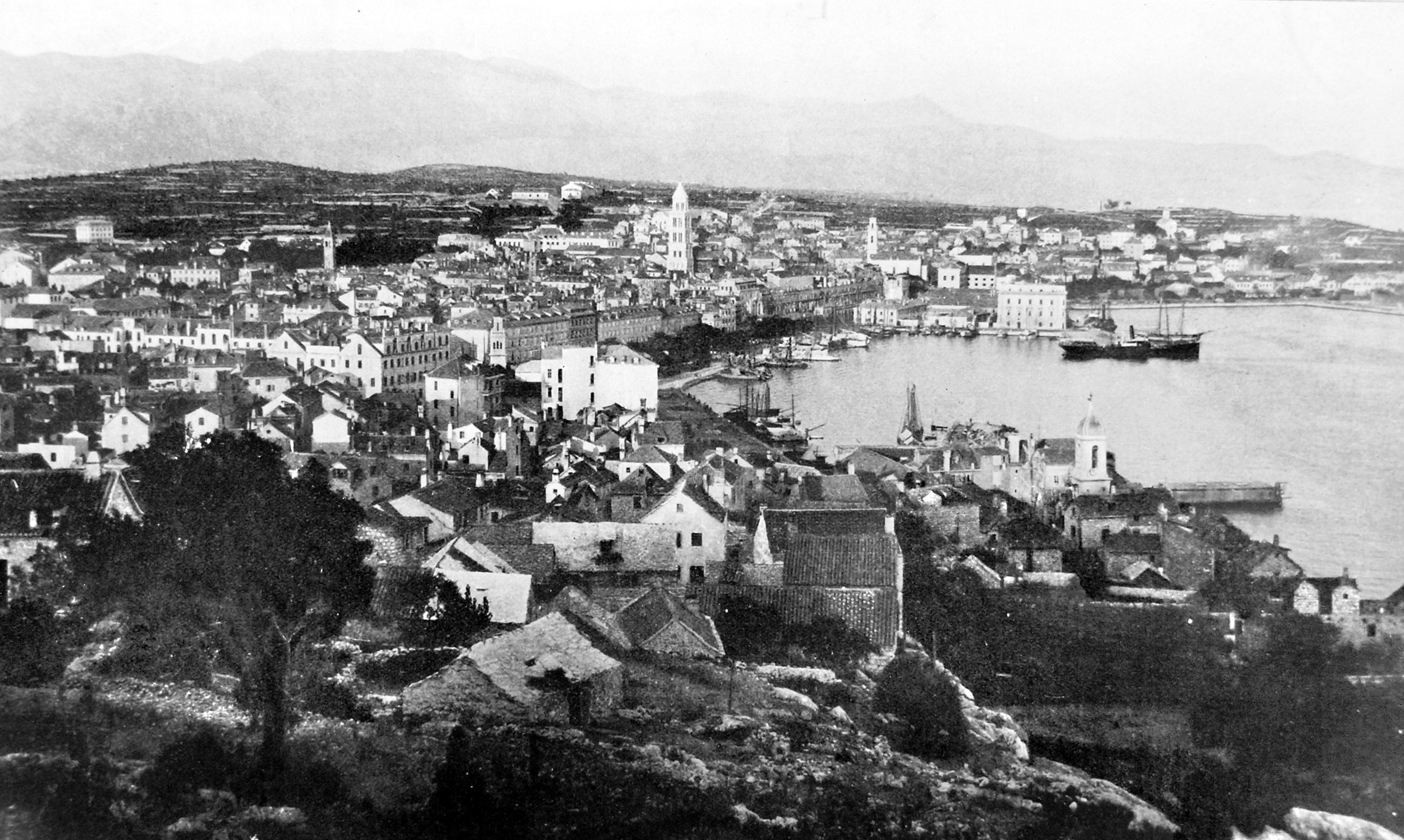
Гавань Сплита (1910 год)

По дубровницкой торговле был нанесен тяжелый удар. Уже в первые годы XVII века экспорт из Сплита равнялся совокупному экспорту из Дубровника и Неретвы. В 1605 году сплитский экспорт составлял 12,6 % всей венецианской торговли, а в 1626 году — уже 25 %. Только с 1636 по 1638 годы через сплитский порт прошло более 100 тысяч тонн балканских товаров.
Турецкие власти энергично способствовали этой торговле. Ведь, хотя Дубровник и считался вассалом Османской империи, при султанском дворе у Дубровницкой республики всегда было много недоброжелателей, недовольных почти монопольным положением дубровчан во внешней торговле. Поэтому по приказу из Стамбула прокладывались дороги, ведущие к Сплиту из Сараева, Софии, Скопье, а также из областей, прежде вообще не имевших никакой связи со Сплитом.
Для Дубровника положение становилось явно катастрофическим, Сплит выигрывал состязание — он грозил перетянуть к себе почти весь балканский экспорт. Соперничество двух портов продлилось ещё несколько десятилетий. Оно было приостановлено эпидемией чумы в 1630 году, а полностью прекратилось после Кандийской войны (1645—1669). Таким образом, XVI век закончился для Дубровника при самых неблагоприятных предзнаменованиях.
А для Сплита, наоборот, реконструкция порта стала мощным импульсом к возрождению его былого величия. Более он уже своего значения не терял. И доныне Сплит является вторым по величине городом Хорватии после Загреба и самым крупным городом Далмации. Сплитский морской порт на сегодняшний день — один из крупнейших портов Адриатического моря.